# Dorsaalflexie

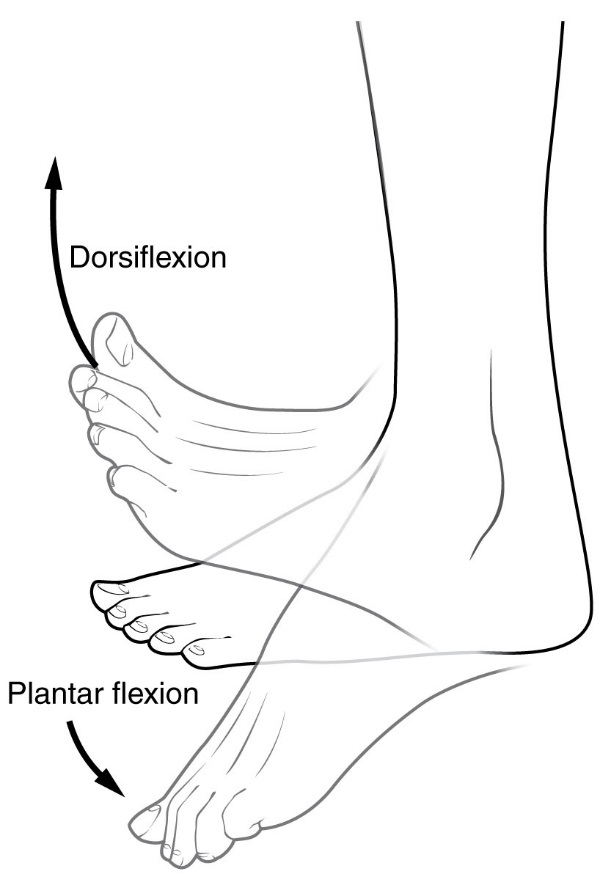
Dorsiflexie en plantairflexie

Dorsaalflexie of dorsiflexie is de flexie (buiging) van het enkelgewricht en het polsgewricht naar boven. Bij de voet is dit richting het scheenbeen, bij de hand in de richting van de handrug.
De tegenovergestelde beweging is bij de voet de plantairflexie en bij de hand palmairflexie.